# Nacuko Toda
Nacuko Toda (japonsky 戸田 奈津子, Toda Nacuko; * 3. července 1936 Tokio) je japonská titulkářka a tlumočnice ve filmovém průmyslu. Je nazývána „bezesporu nejslavnější filmovou překladatelkou v Japonsku” a „královnou titulků”. Do japonštiny otitulkovala více než 1 000 anglicky mluvených filmů.

## Životopis

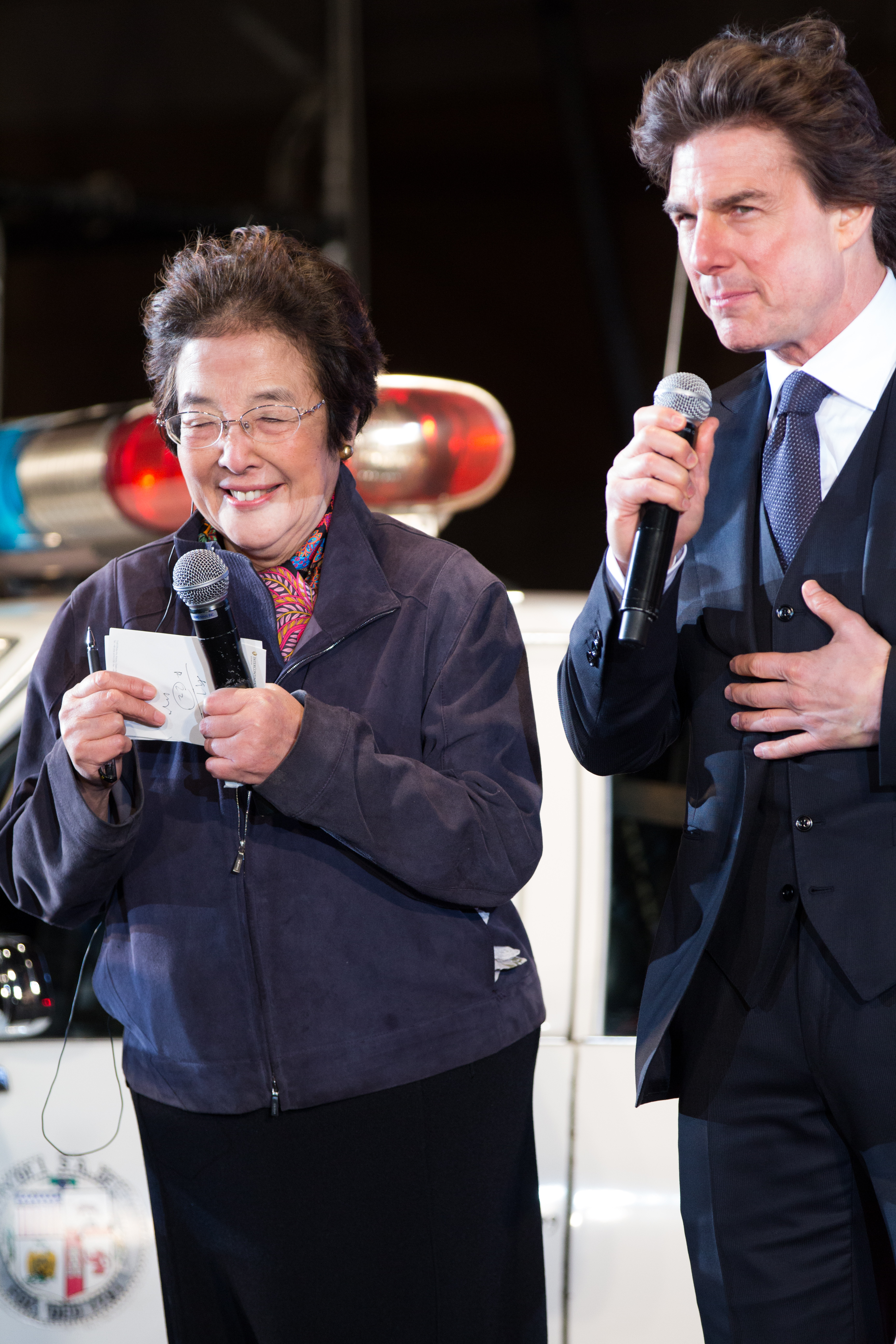
Nacuko Toda s Tomem Cruisem na japonské premiéře filmu Jack Reacher: Nevracej se (2016)

Narodila se 3. července 1936 v Tokiu. V roce 1958 absolvovala univerzitu Cuda a začala pracovat jako sekretářka v pojišťovně, ale asi po roce odešla.
Titulkářskému řemeslu se učila u významného japonského titulkáře Šundžiho Šimizua. Díky Šimizuovi si našla práci na částečný úvazek v japonské pobočce United Artists. V United Artists vykonávala různé úkoly včetně překladatelské činnosti. Později ji tehdejší reklamní manažer Haruo Mizuno požádal, aby pracovala jako tlumočnice pro lidi od filmu ze zahraničí. Působila jako titulkářka i tlumočnice pro mnoho hostujících hvězd a filmařů. Pracovala na mnoha významných filmech, například Veselé Vánoce, pane Lawrenci (1983) nebo Poslední samuraj (2003). Její jméno je japonským divákům natolik známé, že film Takešiho Kitana z roku 1994 Všichni to dělají! obsahuje interní vtip: titulky, které nedávají smysl a jsou na plátně připsány Todě.

## Kritika
Někteří filmoví fanoušci Todu kritizovali za charakteristicky podivně znějící přeložené fráze. Toda pracovala na titulcích k filmu Olověná vesta (1987) Stanleyho Kubricka, který se úzce podílel na překladu scénáře do titulků. Kubrick Todu vyhodil, když zjistil, že zmírnila nebo odstranila obscénnosti, které byly zásadní součástí scénáře. Japonští filmoví fanoušci vyjadřují výhrady k jejímu příliš volnému a uvolněnému překladu, který může snižovat zážitek ze sledování filmu.
Nacuko Toda titulkovala také Pána prstenů: Společenstvo prstenu (2001) a byla fanoušky Tolkiena kritizována za své překlady, které se neshodovaly s vydaným japonským překladem knih. Fanoušci se obrátili na distributora, společnost Nippon Herald, se stížnostmi na titulky. Později bylo oznámeno, že Peter Jackson hodlá pro druhý film, Pán Prstenů: Dvě věže (2002), angažovat nového titulkáře.

## Výběr titulkovaných filmů
- Apokalypsa (1979, Francis Ford Coppola)
- Olověná vesta (1987, Stanley Kubrick)[10]
- Pán prstenů: Společenstvo prstenu (2001, Peter Jackson)
- Poslední samuraj (2003, Edward Zwick)
- Fantom opery (2004, Joel Schumacher)